# Прихожай Володимир Іванович
Прихожай Володимир Іванович (нар. 30 листопада 1954, Глинськ, Роменський район, Сумська область) — український композитор, піаніст, аранжувальник, керівник ансамблю, джазовий виконавець, педагог. Заслужений діяч мистецтв України (2009). член Національної ліги українських композиторів, член Асоціації діячів естрадного мистецтва України та голова асоціації естрадного мистецтва Сумського обласного музичного товариства.

## Біографія
Закінчив Сумське музичне училище по класу баяна (педагог — А. П. Гайденко).
Творчу діяльність Володимир Прихожай розпочав під час служби в ансамблі пісні й танцю Червонопрапорної Каспійської флотилії (м. Баку). Закінчив два курси Бакинської консерваторії по класу композиції.
Працював у різних філармонійних колективах, зокрема, з Іриною Понаровською, Лолітою Мілявською.
У 1979—1981 рр. — піаніст вокально-інструментального ансамблю Житомирської філармонії «Мріяни»
Закінчив естрадне відділення Харківського інституту культури (1991).
Вів джазово-естрадний факультатив у Сумському музичному училищі (1990—1991).
З 1992 — завідувач музичною частиною Сумського театру для дітей та юнацтва.
Автор музики до численних театральних вистав, а також музики до кінофільмів.
Переможець обласного конкурсу «Сумська Мельпомена 2018» за музичне оформлення вистав «Попелюшка» і «Пригоди Дюймовочки».
Керівник джазового колективу «Араміс» Сумської обласної філармонії.
Один з організаторів фестивалю «Sumy Jazz Fest».
Учасник багатьох джазових фестивалів починаючи з 1986 року. Дипломант і лауреат міжнародних джазових фестивалів.